# Hvad är en nation?
Qu'est-ce qu'une nation ?, till svenska översatt som Hvad är en nation?, är en föreläsning som Ernest Renan höll vid Sorbonne 1882. Den publicerades därefter i Discours et conférences (ungefär Tal och föreläsningar) 1887. Talet har, tillsammans med La Vie de Jésus, blivit Renans mest kända text. Den översattes till svenska och gavs ut i Helsingfors 1882.
I förordet till 1887 års utgåva breder författaren ut orden om hur stor betydelse han tillmäter texten från sitt föredrag, ett föredrag där han ska ha "vägt varje ord med största omsorg".

## Texten och dess eftermäle
I föreläsningen, som hölls 11 mars 1882, invände Renan mot en tysk förståelse av nationen, såsom den gav sig uttryck i samband med nederlaget 1870 och det kejserliga Tysklands annektering av Alsace-Lorraine. Han formulerar tanken att en nation bygger både på ett tidigare arv, som måste hedras, och på den nuvarande viljan att föreviga det.
Texten har blivit kärnan i den franska, kontraktsbaserade uppfattningen om nationen, en uppfattning som baseras på en befolknings vilja att bilda en nation, i motsats till en samtida tysk uppfattning som i högre grad antas vara essentialistisk (baserad på kultur, språk, religion och etnicitet). Johann Gottlieb Fichtes Reden an die deutsche Nation (1807) ses ofta som exempel på den tyska nationsförståelsen, trots att det är mer än 75 år mellan de två talen. 
Renan menar även att glömskan är central i skapandet av nationalkänsla. Ett exempel han använder är att Frankrike har kunnat enas trots Bartolomeinatten, vilket förutsätter en viss grav av glömska.